# Rishäger
Rishäger (Ardeola grayii) är en sydasiatisk fågel i familjen hägrar inom ordningen pelikanfåglar. Den förekommer från norra sidan av Persiska viken österut via Indien och Sri Lanka till Myanmar. Där påträffas den vid olika typer av våtmarker både vid kusten och inåt landet. Olikt nära släktingen rallhägern ses den ofta ute i det öppna. IUCN kategoriserar beståndet som livskraftigt.

## Utseende
Rishägern är en 42–45 cm lång häger som liksom sina nära släktingar känns igen i alla dräkter på mörk rygg som kontrasterar mot helt vita vingar. Jämfört med rallhägern har den i häckningsdräkt mörkare rödbrunt på mantel och skapularer samt ostreckad nacke, medan huvudet är gulbeige. Liknande bacchushägern har svart istället för rödbrunt.

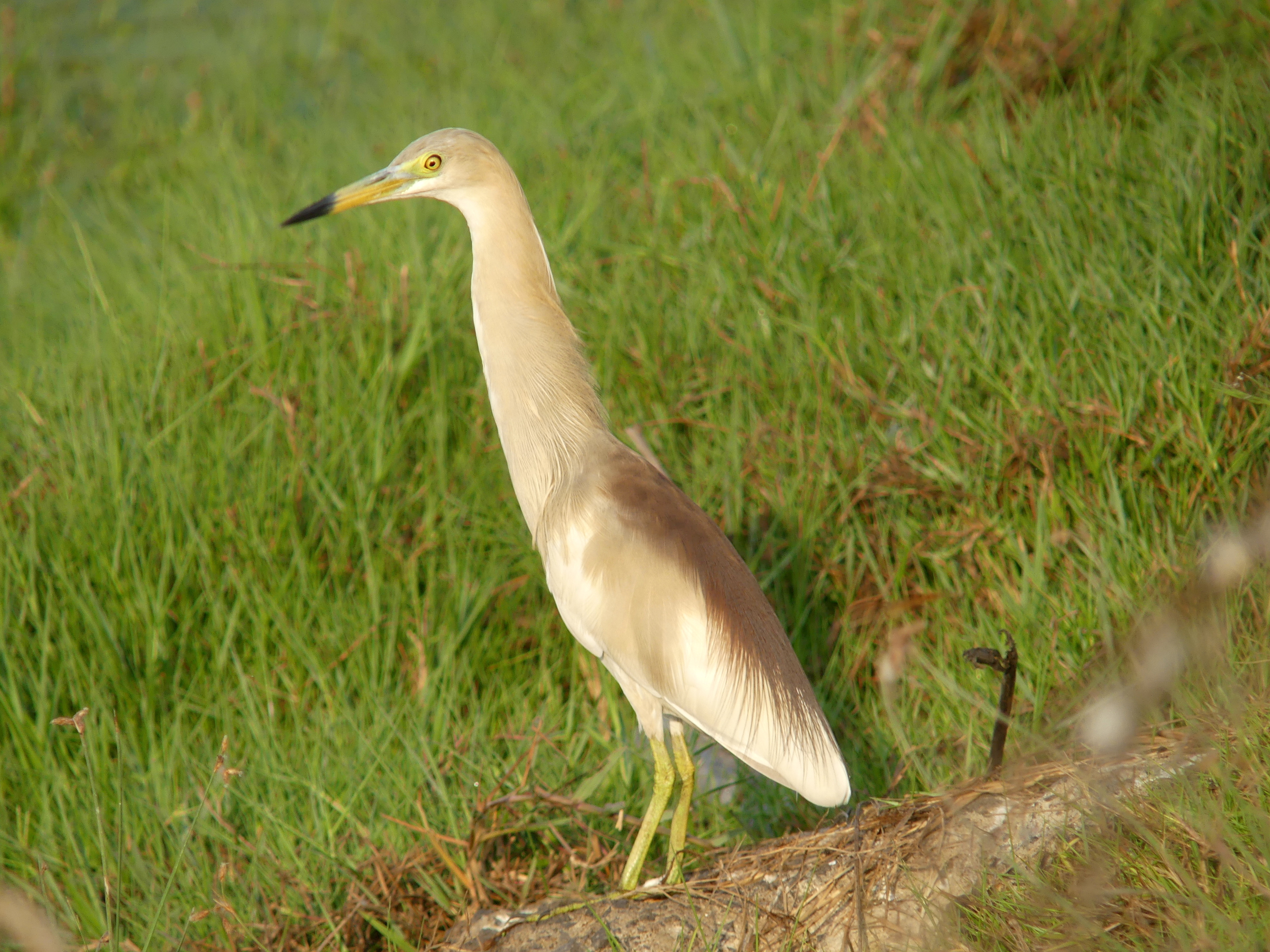
Rishäger i häckningsdräkt i Chennai, Indien.

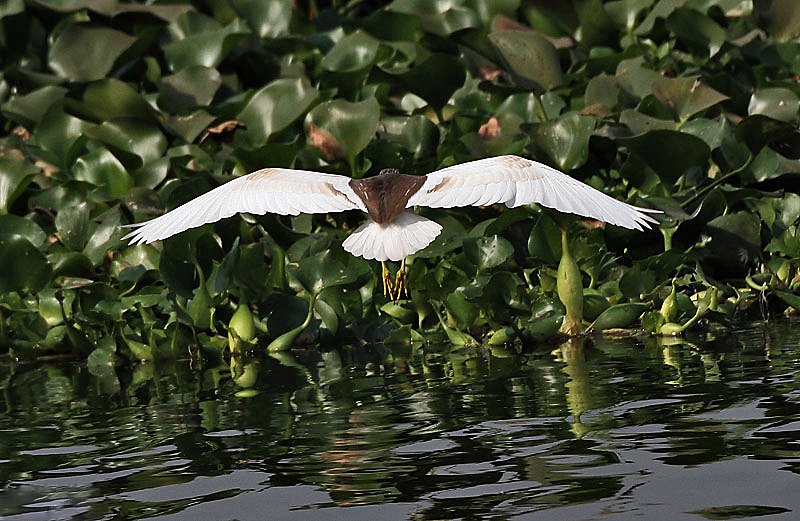
I flykten blixtrar rishägerns vita vingar till.

Utanför häckningsdräkt är den mycket lik rallhägern, men streckningen på huvud, hals och övre delen av bröstet är bredare, ovansidan mattare brun och uppvisar dessutom vanligtvis ett blekt streck mellan öga och näbb ovan tygeln. Den kan dock i denna dräkt inte med säkerhet skiljas från bacchushägern.

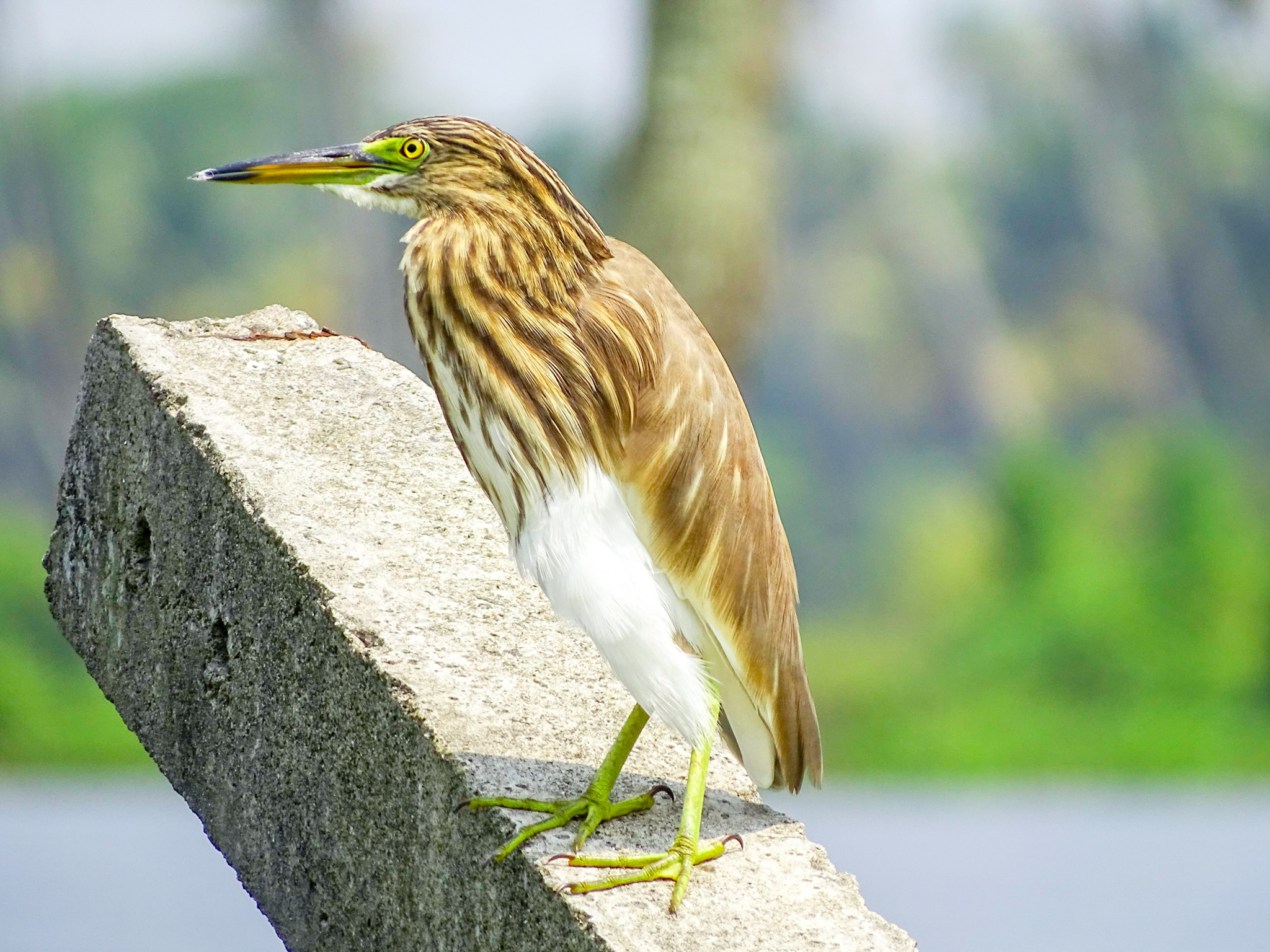
Rishäger är utanför häckningstid i stort sett identisk med den östligare bacchushägern.

Ungfågeln liknar adult utanför häckningstid, men är blekare beige på huvud och hals samt är brunfläckig på övre täckare och handpennespetsarna.

## Läten
Rishägerns läten är knapphändigt dokumenterade. Den beskrivs som ljudlig när den störs eller när den tar nattkvist i grupp utanför häckningstid. Olika sorters ljusa och hårda kväkande ljud hörs, dock vid kolonierna nästan människolika "wa-koo" eller "kek-kek-kek".

## Utbredning
Rishägern förekommer från norra Persiska viken till Bangladesh, Sri Lanka och Myanmar. Den hittas även i ögrupperna Andamanerna, Nikobarerna, Maldiverna och Lackadiverna. Vintertid kan den ses söderut till nordvästra Malackahalvön liksom i Oman och Förenade Arabemiraten. Tillfälligt har den påträffats i Seychellerna, Thailand och Jemen, samt även i Kuwait. I Europa har den påträffats vid ett tillfälle, i Åvik utanför Åbo i Finland 31 augusti 2016. Det har dock inte bedömts troligt att denna individ nått Finland på naturlig väg. 

## Systematik
Rishägern är nära släkt med rallhäger (Ardeola ralloides), bacchushäger (A. bacchus) samt indonesiska svartryggig häger (A. speciosa), möjligen även madagaskarrallhägern (A. idae). Den behandlas som monotypisk, det vill säga att den inte delas in i några underarter.

## Levnadssätt
Rishägern påträffas i en mängd olika våtmarker i inlandet eller utmed kusten, men även vid sjöar, diken, bevattningsdammar och risfält. Där födosöker den oftast ensam, men kan ses i stora samlingar i uttorkande vattensamlingar på jakt efter döende fisk. Den håller sig inte lika gömd som rallhägern utan kan ses mer i det öppna. 

### Föda
Rishägern lever huvudsakligen av kräftdjur, vattenlevande insekter, fiskar, grodyngel och ibland iglar. I gräsmarker och fält plockar den även insekter som gräshoppor, trollsländor och bin och amfibier.

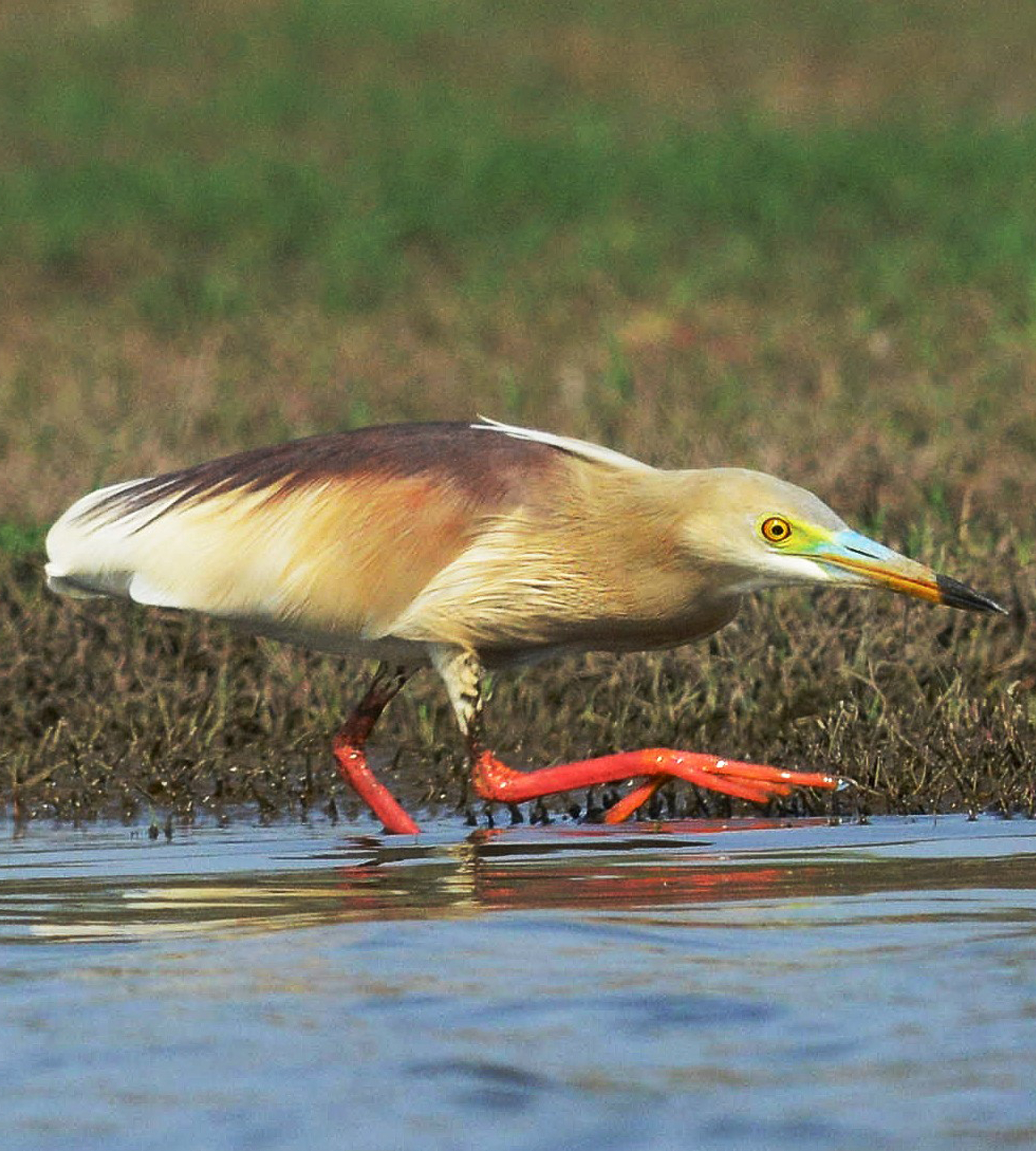

Rishägern födosöker vanligtvis utmed våtmarkernas kanter, men kan också använda sig av flytande vegetation som vattenhyacinter. De har också setts simma och fiska från luften. Ibland flyger de lågt över vatten för att driva grodor och fisk mot stranden. De har också använt brödsmulor för att locka till sig fisk.

### Häckning
Rishägern häckar från början av monsunen, i små kolonier och ofta med andra vadande fåglar. Boet av kvistar och grenar placeras i ett träd eller buske, vanligtvis nio till tio meter ovan mark. Hanen samlar bomaterial medan honan bygger boet, vari hon lägger tre till fem ägg. Äggen läggs ett i taget och kläcks efter 18–24 dagar, varefter båda könen matar ungarna, huvudsakligen med fisk. Om den inte störs återanvänder rishägern sitt bo år efter år.

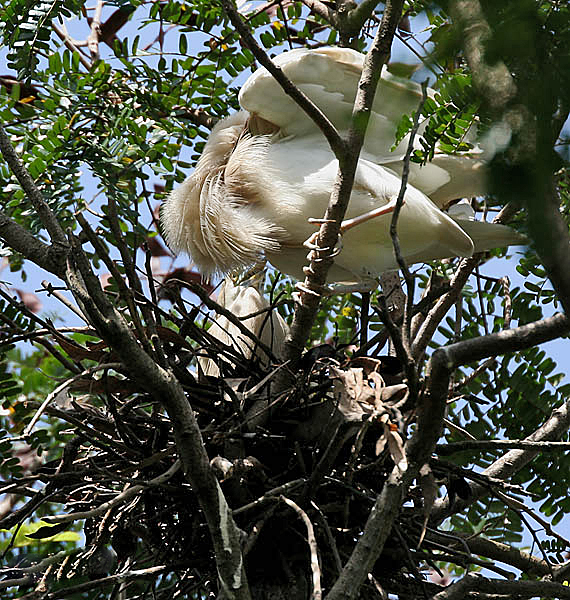
Par vid bo i Kolkata, Västbengalen, Indien

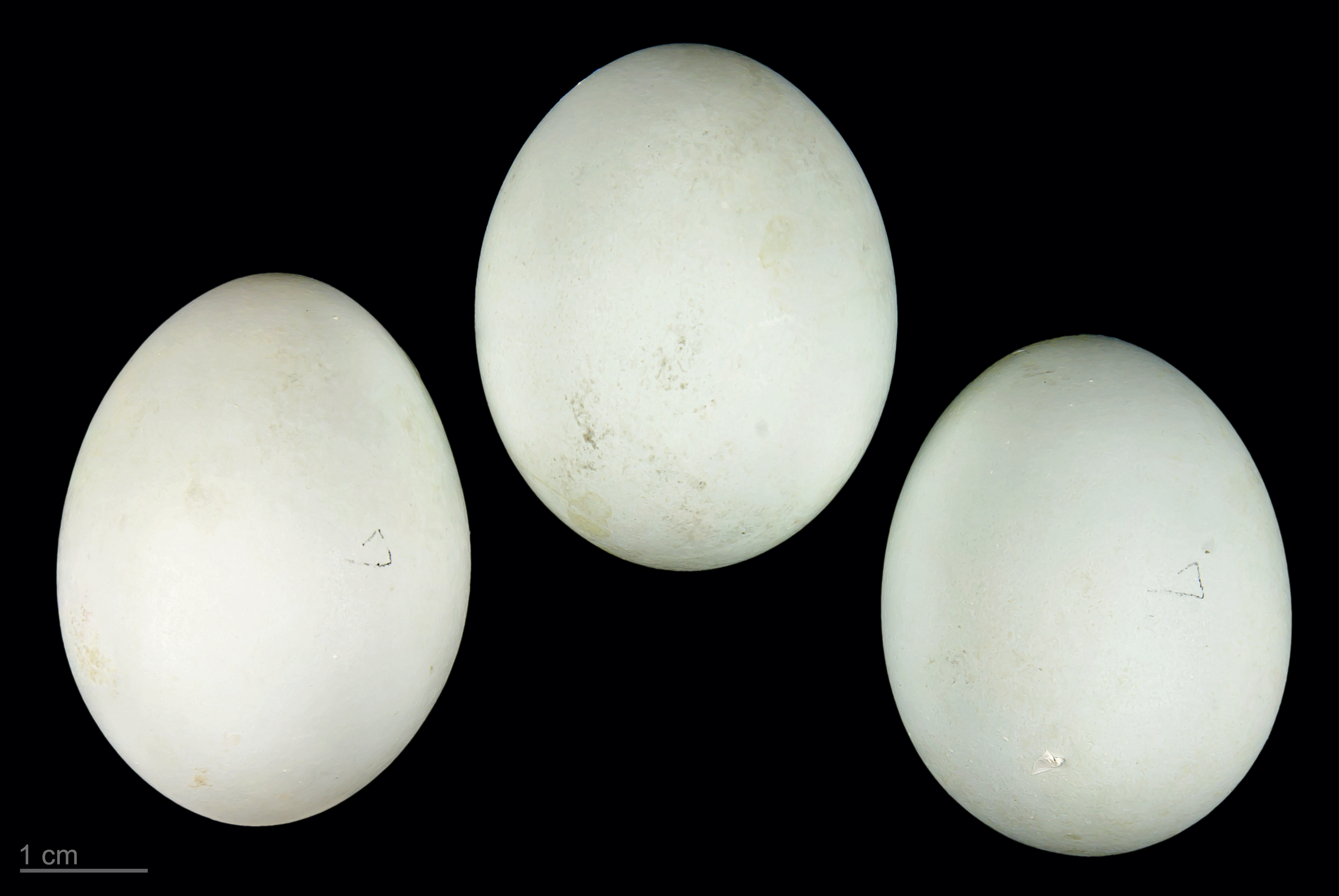
Ägg från rishägern.

## Namn
Fågelns vetenskapliga artnamn hedrar den engelske ornitologen John Edward Gray (1800–1875).

## Status och hot
Arten har ett stort utbredningsområde och en stor population med okänd utveckling. Utifrån dessa kriterier kategoriserar IUCN arten som livskraftig (LC).